# بيتا ذو أذنين
بيتا ذو أذنين (الاسم العلمي: Hydrornis phayrei) (بالإنجليزية: Eared Pitta)‏ هي نوع من الطيور تتبع جنس البيتا المخطط من فصيلة طيور البيتا. يتواجد هذا النوع من الطيور في بنغلاديش وكمبوديا والصين ولاوس وميانمار وتايلاند وفيتنام. الموائل الطبيعية هي الغابات والأراضي المنخفضة شبه الاستوائية أو المدارية الرطبة والغابات الجبلية أو شبه المدارية الرطبة.